# Brzozówka (powiat rawski)
Brzozówka – wieś w Polsce, położona w województwie łódzkim, w powiecie rawskim, w gminie Cielądz.
W latach 1975–1998 wieś należała administracyjnie do województwa skierniewickiego.

## Historia
Wieś szlachecka położona była w drugiej połowie XVI wieku w powiecie rawskim ziemi rawskiej województwa rawskiego. 
Brzozówka była gniazdem rodu Brzozowskich herbu Lubicz; dwór w Brzozówce wymienia akt erekcyjny parafii w Sierzchowach z roku 1394. Łukasz Brzozowski był dwukrotnie posłem Ziemi Rawskiej: w 1569 roku na Sejm Unijny w Lublinie – od 10 stycznia do 12 sierpnia, wraz z Bronisławem Grabią z Grabic, gdzie podpisał unię Polski z Litwą, a następnie w roku 1570 na Sejm w Warszawie, wraz z Janem Gostomskim. Historia Brzozówki w wieku XVIII jest trudna do prześledzenia z uwagi na zniszczenie akt grodzkich i ziemskich rawskich w 1944 r. Wiadomo ze panem brzozowskim w 1742 roku był Jacek Bębnowski herbu Odrowąż, cześnik rawski, ożeniony z Anną Nieborowską, córką Wacława Nieborowskiego, herbu Prawdzic, dziedzica Sierzchów, zmarłego około roku 1740, po którym dobra przejął jego zięć, Jacek Bębnowski. W 1752 roku Brzozówkę wziął od niego w dzierżawę w 1752 roku Łukasz Moraczewski herbu Cholewa, cześnik łęczycki, który kupił ją w 1758 roku wraz z częścią wsi Parolice (do 1945 roku Brzozówka i Parolice stanowiły jeden majątek i numer hipoteczny). Druga żona Łukasza Moraczewskiego, Józefa-Teresa Stępowska po śmierci męża sprzedała dobra Tadeuszowi Bliżeńskiemu, który sprzedał je z kolei 29 lipca 1803 roku Piotrowi Bagniewskiemu herbu Bawola Głowa, dziedzicowi Sierzchów. Od tej chwili aż do konfiskaty majątku przez komunistów w 1945 roku dobra pozostały w rękach rodziny. Żoną Piotra Bagniewskiego była Katarzyna Święcicka. Bagniewski był ponadto właścicielem Małej Wsi i innych. Inwentarz spisany w Rawie mazowieckiej 26 lutego 1810 roku po zgonie Piotra Bagniewskiego tak opisuje dwór w Brzozówce:
"Dwór bardzo stary z drzewa nie podmurowany pod gontem. Po jednej stronie pokojów 3, okien 5, po drugiej stronie izba czeladna o 1 oknie, do tego dworu przystawiona izba z alkierzem o 2 oknach. Kominy są, i piece murowane. Chlewy, obory, owczarnia, stodoły, spichrz, browarek, karczma drewniana. Sad z drzewami starymi, naprzeciw dworu sadzawka, zarośnięta, włościan 6..."
W 1812 roku posesorem dzierżawnym dóbr brzozowskich był Feliks Kurzewski, syn Józefa, z tytułu długu u Katarzyny Bagniewskiej.Drugim mężem Katarzyny ze Święcickich Bagniewskiej był Jakub Pikarski herbu Półkozic, poseł Ziemi Rawskiej na Sejm Księstwa Warszawskiego i sędzia pokoju w Rawie, dziedzic na Małym Rylsku, Zuskach i Woli Strońskiej. 28 marca 1833 roku we dworze w Walach dokonano podziału dóbr po Piotrze Bagniewskim: syn Ludwik Napoleon Bagniewski otrzymał Sierzchowy, jego brat Dionizy Małą Wieś, a siostra Monika Bagniewska Brzozówkę. Wyszła ona za Mikołaja Colonna Walewskiego, pułkownika artylerii Wojsk Polskich, dziedzica na Sołku i Walach pod Chociwiem. Zmarł on 18 grudnia 1825 roku. Drugim jej mężem był Kazimierz Bogatko herbu Pomian, dziedzic dóbr Czerwonki, Podkonice, Bieliny i innych, ślub zawarto po spisaniu intercyzy w Sierzchowach 8 sierpnia 1829 roku. Bogatko wziął w posagu Wale i Brzozówkę, zmarł 30 czerwca 1832 roku w Walach. Trzecim mężem Moniki z Bagniewskich był Walery Kurzewski herbu Topacz, dziedzic dóbr Czerwonki, syn Antoniego i Zofii z Boskich. W 1838 roku kupił on w Warszawie od swej przyszłej żony za 42 tysiące złotych Brzozówkę, której właścicielem był następnie jego syn, Tadeusz. Monika z Bagniewskich primo voto Colonna Walewska, 2.v. Bogatkowa, 3.v. Kurzewska zmarła w Brzozówce 8 marca 1866 roku.
W 1867 roku aktami z dnia 27 i 29 czerwca Walery Kurzewski odpisał dla rolników z tytułu serwitutów 287 mórg i 25 prętów. 28 maja 1889 roku aktem w Rawie Tadeusz Kurzewski sprzedał dobra Brzozówka Bolesławowi Iwickiemu z Sakaniec na Litwie, który ożenił się z Barbarą Bogatko, wnuczką Moniki z Bagniewskich.
W Brzozówce do lat 70. XX wieku znajdował się klasycystyczny dwór, zbudowany przez Kurzewskich herbu Topacz. Majątek Brzozówka należał od 28 maja 1889 roku do Bolesława Iwickiego herbu Paprzyca (27 października 1864 – 9 sierpnia 1931) (syna Roberta Iwickiego h. Paprzyca (1820–1885) z Sakaniec, parafia Daugi, na Ziemi Trockiej i Stefanii z Dunin-Możeyków herbu Łabędź (1840–1903)), ichtiologa, absolwenta Akademii Rolniczej w Dublanach pod Lwowem, a następnie do jego potomstwa. W majątku tym Bolesław Iwicki prowadził m.in. wzorowe gospodarstwo rybne, które zniszczono po przejęciu go na cele reformy rolnej.
Żoną Bolesława Iwickiego była Barbara Józefina Bogatko herbu Pomian (27 listopada 1870 – 2 stycznia 1952), córka Jana Prota Bogatko (1830–1905) i Emilii z Łuszczewskich herbu Korczak (1839–1906). Wychowana w patriotycznej rodzinie Barbara Iwicka prowadziła wśród dzieci chłopskich ożywioną działalność oświatową, prowadząc ochronkę i nauczając historii i języka polskiego, dzięki czemu we wsi nie było analfabetyzmu. Po I wojnie światowej Iwicki patronował odbudowie ze zniszczeń wojennych kolateralnego kościoła parafialnego w Sierzchowach. W Brzozówce urodziło się  ośmioro jego dzieci. Byli to m.in. synowie: najstarszy Robert Bolesław (2 maja 1892 – 17 października 1947), ofiara zbrodni katyńskiej ppor. rezerwy Kazimierz (14 czerwca 1897-kwiecień 1940) i jako siódmy z rodzeństwa Feliks (22 sierpnia 1900 – 24 stycznia 1984), absolwent Gimnazjum im. św. Stanisława Kostki w Warszawie, uczestnik wojny polsko-bolszewickiej, absolwent wydziału lekarskiego Uniwersytetu Warszawskiego, lekarz, współzałożyciel warszawskiego klubu sportowego Skra.